# Giorgio Frassineti

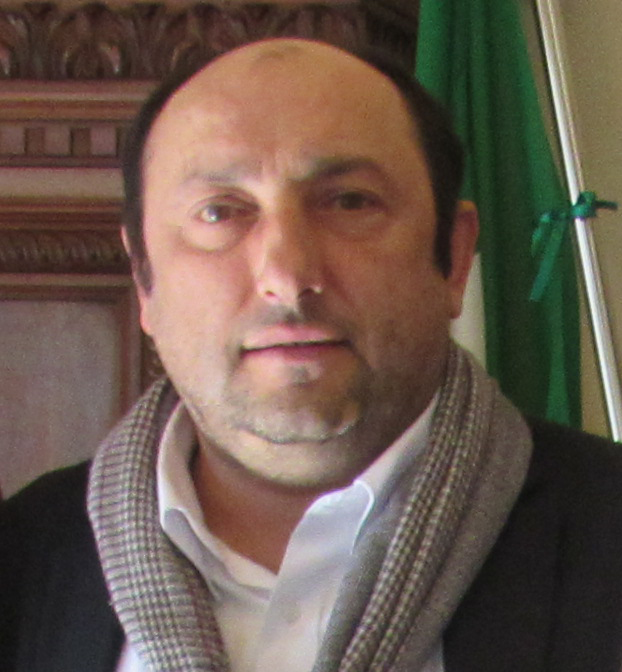
Giorgio Frassineti

Giorgio Frassineti (* 29. September 1964 in Forlì) ist ein italienischer Politiker des Partito Democratico (PD) und war von 2009 bis 2019 Bürgermeister von Predappio.

## Leben und Wirken
1990 schloss Giorgio Frassineti  an der Universität von Bologna sein Studium in Geografie ab.
Im Juni 2009 übernahm er mit einer Mitte-links-Koalition das Bürgermeisteramt der Gemeinde Predappio, des Geburtsortes Mussolinis. Die 6.000 Einwohner umfassende Gemeinde liegt in der italienischen Region Emilia-Romagna.
Aufgrund der geschichtlichen Bedeutung Predappios war es Frassineti ein besonderes Anliegen, sich für den Erhalt der Gebäude, speziell aus dem 20. Jahrhundert, einzusetzen. Frassineti will diese Gebäude nicht nur erhalten, sondern ihnen wieder Leben einhauchen. Der Bürgermeister tritt für ein stärkeres kulturelles und wirtschaftliches Engagement Predappios ein, mit dem Ziel, die Gemeinde vom Makel ihrer zweifelhaften Geschichte zu befreien. Seine Anliegen vertritt Giorgio Frassineti bei einer Vereinigung zum Schutz und zum Erhalt des architektonischen Erbes faschistischer Planstädte.
Durch die intensive Beschäftigung mit dem Thema entwickelte der Gemeindevorstand die Idee eines internationalen Dokumentationszentrums des 20. Jahrhunderts.
Im Mai 2019 verlor Frassineti die Wahl gegen den von der Lega unterstützten Roberto Canali.

## Dokumentationszentrum des 20. Jahrhunderts
Mit diesem Konzept will Frassineti als ein „Lernen durch die Vergangenheit“ eine kritische Auseinandersetzung mit der Zeit des Faschismus und darüber hinaus auch des gesamten 20. Jahrhunderts ermöglichen. Das geplante Dokumentationszentrum soll auf 1.000 m² eine Dauerausstellung bieten, die von italienischen und ausländischen Historikern – unter Leitung des Instituts Parri aus Bologna – erarbeitet werden soll. Erhofft werden Synergien mit dem Adolf-Hitler-Geburtshaus in Braunau am Inn, die neben einer intensiven Zusammenarbeit auch die mögliche Entsendung eines Gedenkdieners an das zukünftige Dokumentationszentrum in Predappio vorsehen könnten.
Im September 2011 nahm Giorgio Frassineti auf Einladung von Andreas Maislinger mit Oscarpreisträger Branko Lustig an den 20. Braunauer Zeitgeschichte-Tagen „Schwieriges Erbe“ teil. Am 19. Juli 2016 erteilte der Gemeinderat von Predappio offiziell dem Institut Parri die Erlaubnis zur Realisierung des Dokumentationszentrums. Für die Realisierung werden 3.000.000 Euro benötigt, 2.000.000 Euro sollen von Seiten der Region Emilia-Romagna aus EU-Strukturfondsgeldern bereitgestellt werden.
Für sein besonderes Engagement, Predappio ein neues Image zu verleihen, wurde Giorgio Frassineti am 3. September 2016 mit dem Austrian Holocaust Memorial Award ausgezeichnet.

## Auszeichnungen
- 2016: Austrian Holocaust Memorial Award